# Мусабеков Фархат Мусабекович
Фархат Мусабекович Мусабеков (нар. 3 січня 1994, Бішкек, Киргизстан) — киргизський футболіст, півзахисник «Дордоя».

## Клубна кар'єра
Свій футбольний шлях Фархат розпочав у 8 років в секції школи № 57 міста Бішкек. Перший тренер — Микола Рослов. З 2009 року виступав за кантські команди Першої ліги «Живе пиво» (раніше — «Абдиш-Ата-2») та «Наше пиво». З 2011 року виступав за головний клуб міста — «Абдиш-Ата». У 2015 році проходив перегляд в естонському «Інфонеті», але контракт з гравцем так і не був підписаний. У січні 2016 року визнаний найкращим гравцем чемпіонату країни. Провів деякий час у складі «Академії» з Кишинева. 18 червня 2016 року був заявлено за клуб з Сімферополя «ТСК-Таврія».
У 2017 році Мусабеков став гравцем «Алмалику». Дебютував за нову команду 18 березня того ж року в програному (2;3) виїзному поєдинку з клубом «Согдіана». В «Алмалику» відіграв 1 рік.

## Кар'єра в збірній
Виступав за збірні Киргизстану молодших вікових груп. У складі олімпійської збірної брав участь в Азійських грав 2014 року, зіграв 3 матчі.
За національну збірну Киргизстану дебютував 11 червня 2015 року в матчі проти Бангладеш, замінивши на 54-й хвилині Павла Сидоренка. Всього станом на січень 2019 року зіграв понад 30 матчів.
Брав участь у Кубку Азії 2019 року, на турнірі виходив на поле у всіх чотирьох матчах своєї команди.

## Титули і досягнення
- Чемпіон Киргизстану (5):

«Дордой»: 2018, 2019, 2020
«Абдиш-Ата»: 2023, 2024
- Володар Кубка Киргизстану (3):

«Абдиш-Ата»: 2011, 2015
«Дордой»: 2018
- Володар Суперкубка Киргизстану (4):

«Дордой»: 2019, 2021
«Абдиш-Ата»: 2024, 2025